# Сьєте-Агуас
Сьєте-Агуас, Сетайгуес (ісп. Siete Aguas (офіційна назва), валенс. Setaigües) — муніципалітет в Іспанії, у складі автономної спільноти Валенсія, у провінції Валенсія. Населення — 1423 особи (2010).

## Географія
Муніципалітет розташований на відстані близько 260 км на південний схід від Мадрида, 46 км на захід від Валенсії.

## Демографія
Динаміка населення (INE ):

## Галерея зображень

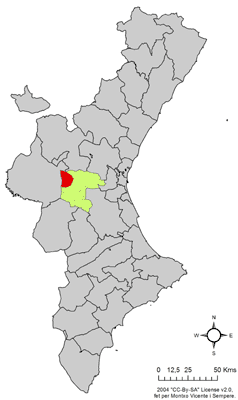
Розташування муніципалітету Сьєте-Агуас у автономній спільноті Валенсія
Розташування муніципалітету у комарці Оя-де-Буньйоль
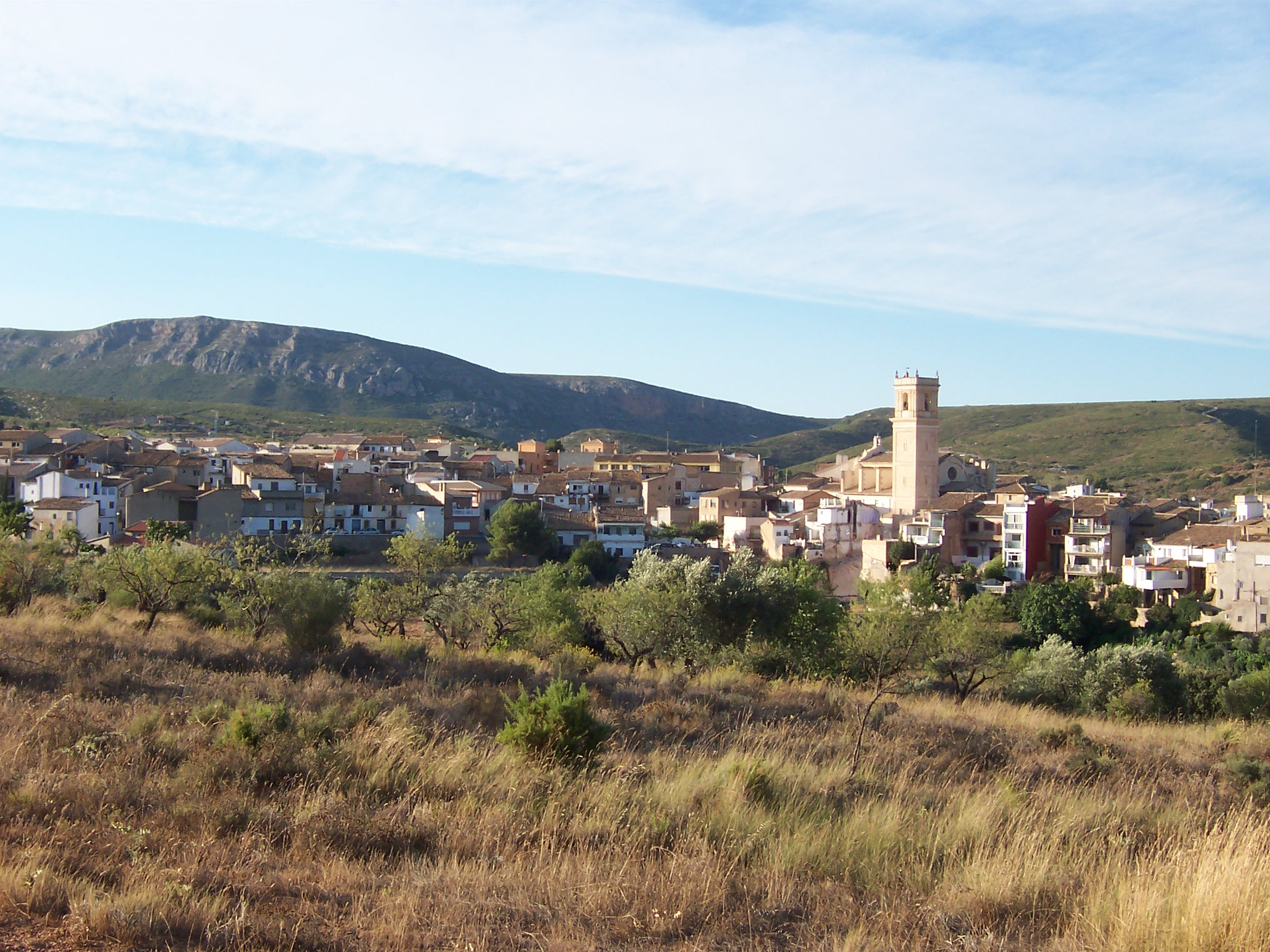
Панорама